# Sveti Vid Dobrinjski
Sveti Vid Dobrinjski je naselje u općini Dobrinj koje danas ima 52 stanovnika koji tu stalno žive. Prosječan broj godina u mjestu kreće se između 35 i 40 godina. Prevladava većinom starije stanovništvo.

## Zemljopis
Mjesto se nalazi u općini Dobrinj (Primorsko - goranska županija)

## Stanovništvo
Mjesto danas ima 52 stalna stanovnika.

| broj stanovnika | 66    | 72    | 104   | 110   | 123   | 133   | 148   | 143   | 138   | 119   | 95    | 85    | 86    | 84    | 81    | 61    | 64    |
|                 | 1857. | 1869. | 1880. | 1890. | 1900. | 1910. | 1921. | 1931. | 1948. | 1953. | 1961. | 1971. | 1981. | 1991. | 2001. | 2011. | 2021. |

## Povijest
Mjesto je prepoznatljivo po Darovnici slavnoga Dragoslava koja datira iz 1100. godine kad se spominje i Bašćanska ploča kada se naselje i prvi put spominje.

## Poznate osobe
- Ive Jelenović

## Spomenici i znamenitosti
- Romanička Crkva Svetog Vida iz 1100. godine

## Kultura
- Kulturno društvo "Ive Jelenović " iz Dobrinja

## Vanjske poveznice
- Sela Dobrinjštine  Arhivirana inačica izvorne stranice od 5. svibnja 2010. (Wayback Machine)